# グッドワイフ〜彼女の決断〜
『グッドワイフ〜彼女の決断〜』（韓国語：굿 와이프）は、2016年にtvNで放送された韓国のテレビドラマ。アメリカ合衆国のCBS局で2009年から放送されていた『グッド・ワイフ』を韓国でリメイクした作品である。主演はチョン・ドヨン。ドヨンは11年ぶりのテレビドラマ出演となった。
日本では衛星劇場にて放送された。日本でもリメイク版のドラマが放送された。

## キャスト

### 主要人物
キム・ヘギョン　演 - チョン・ドヨン
ローファームMJの弁護士。
イ・テジュン　演 - ユ・ジテ
ヘギョンの夫。検事。服役中。
ソ・ジュンウォン　演 - ユン・ゲサン
ローファームMJの代表。

### ローファームMJの人物
ソ・ミョンフイ　演 - キム・ソヒョン
ジュンウォンの姉。ローファームMJの共同代表。
イ・ジュノ　演 - イ・ウォングン
ローファームMJの新人弁護士。
キム・ダン　演 - ナナ（AFTERSCHOOL）
ローファームMJの調査員。元検察職員。
デビット・リー 演 - チャ・スンべ
ローファームMJの離婚訴訟責任者。

### その他周辺人物
サン・イル　演 - キム・テウ
テジュンの捜査を担当した次長検事。
バク・ドソプ　演 - ジョン・ソクホ
サン・イルの右腕。検事。
オ・ジュファン　演 - テ・インホ
テジュンの弁護士。
パク・チョンス
ソン・ユビン
チェ・ドンヒョン
ゴジュン

### カメオ出演
トークショー司会者　演 - アン・ヘギョン
レイヤン

## 視聴率
| Ep   | 放送日        | 平均オーディエンスシェア | 平均オーディエンスシェア | 平均オーディエンスシェア | 参考          |
| Ep   | 放送日        | AGBニールセン            | AGBニールセン            | TNmS                     | 参考          |
| Ep   | 放送日        | 全国                     | ソウル                   | 全国                     | 参考          |
| ---- | ------------- | ------------------------ | ------------------------ | ------------------------ | ------------- |
| 1    | 2016年7月8日  | 3.966％                  | 4.172％                  | 3.2％                    | [ 9 ] [ 10 ]  |
| 2    | 2016年7月9日  | 3.765％                  | 3.772％                  | 3.0％                    | [ 11 ]        |
| 3    | 2016年7月15日 | 4.771％                  | 4.715％                  | 4.9％                    | [ 12 ]        |
| 4    | 2016年7月16日 | 4.503％                  | 5.101％                  | 3.2％                    | [ 13 ]        |
| 5    | 2016年7月22日 | 5.382％                  | 6.831％                  | 5.1％                    | [ 14 ]        |
| 6    | 2016年7月23日 | 3.954％                  | 4.970％                  | 3.4％                    | [ 15 ]        |
| 7    | 2016年7月29日 | 5.183％                  | 6.152％                  | 3.8％                    | [ 16 ]        |
| 8    | 2016年7月30日 | 3.887％                  | 4.838％                  | 2.7％                    |               |
| 9    | 2016年8月5日  | 4.818％                  | 5.322％                  | 4.4％                    | [ 17 ]        |
| 10   | 2016年8月6日  | 4.313％                  | 4.963％                  | 4.2％                    | [ 18 ]        |
| 11   | 2016年8月12日 | 4.455％                  | 4.717％                  | 4.4％                    | [ 19 ]        |
| 12   | 2016年8月13日 | 4.222％                  | 5.110％                  | 4.0％                    | [ 20 ] [ 21 ] |
| 13   | 2016年8月19日 | 5.203％                  | 5.760％                  | 4.3％                    | [ 22 ]        |
| 14   | 2016年8月20日 | 4.108％                  | 4.759％                  | 3.3％                    | [ 23 ]        |
| 15   | 2016年8月26日 | 5.921％                  | 6.487％                  | 4.6％                    | [ 24 ]        |
| 16   | 2016年8月27日 | 6.232％                  | 7.261％                  | 5.3％                    | [ 25 ]        |
| 平均 | 平均          | 4.668％                  | 5.308％                  | 4.0％                    |               |

## 賞とノミネート
| 年度 | 賞                              | カテゴリー                    | 受賞者   | 結果       |
| ---- | ------------------------------- | ----------------------------- | -------- | ---------- |
| 2016 | 第5回APANスターアワード         | 最優秀新人女優賞              | ナナ     | ノミネート |
| 2016 | 第9回コリアドラマアワード       | 最優秀新人女優賞              | ナナ     | ノミネート |
| 2016 | 第1回アジアアーティストアワード | 最優秀新人女優賞              | ナナ     | 受賞       |
| 2017 | 第53回百想芸術大賞              | ドラマ部門最優秀新人女優賞    | ナナ     | ノミネート |
| 2017 | 第11回ケーブルテレビ放送賞      | ケーブルスター賞 - 最優秀演技 | ユ・ジテ | 受賞       |

## 日本での放送

### 放送局
- 2016年12月（衛星劇場）[26]

### 配信・レンタル
- GYAO!ストア
- Amazon PrimeVideo